# أوليفييه لونغ
أوليفييه لونغ هو دبلوماسي سويسري، ولد في 11 أكتوبر 1915، وتوفي في 19 مارس 2003.

## وصلات خارجية
- أوليفييه لونغ على موقع مونزينجر (الألمانية)